# Collegio elettorale di Sassari III
Il collegio elettorale di Sassari III è stato un collegio elettorale uninominale del Regno di Sardegna.
Fu istituito con il Regio editto del 17 marzo 1848.
Nel 1856 ci fu una riforma dei collegi elettorali insulari del regno di Sardegna. Il collegio fu sostituito dal Collegio elettorale di Ittiri.

## Dati elettorali
Nel collegio si svolsero votazioni per le prime cinque legislature del Regno di Sardegna.

### I legislatura
Le votazioni si svolsero in 222 collegi uninominali a doppio turno. Come previsto dal decreto n. 680 del 17 marzo 1848, era eletto al primo turno il candidato che «riunisce in suo favore più del terzo dei voti del total numero dei membri componenti il collegio e più della metà dei suffragi dati dai votanti presenti all'adunanza» (art. 92). Se nessun candidato era eletto, al ballottaggio tra i due candidati con più voti era eletto chi otteneva il maggior numero di voti (art. 93) o, in caso di ugual numero di voti, il maggiore d'età (art. 94).
| Partito                            | Partito                            | Candidato                          | Risultati 17 aprile 1848 | Risultati 17 aprile 1848 |
| Partito                            | Partito                            | Candidato                          | Voti                     | %                        |
| ---------------------------------- | ---------------------------------- | ---------------------------------- | ------------------------ | ------------------------ |
|                                    | —                                  | Carlo Baudi di Vesme               | 165                      | 82,91                    |
|                                    | —                                  | Pasquale Tola                      | 34                       | 17,09                    |
|                                    |                                    |                                    |                          |                          |
| Iscritti                           | Iscritti                           | Iscritti                           | 325                      | 100,00                   |
| ↳ Votanti (% su iscritti)          | ↳ Votanti (% su iscritti)          | ↳ Votanti (% su iscritti)          | 246                      | 75,69                    |
| ↳ Voti validi (% su votanti)       | ↳ Voti validi (% su votanti)       | ↳ Voti validi (% su votanti)       | 199                      | 80,89                    |
| ↳ Schede non valide (% su votanti) | ↳ Schede non valide (% su votanti) | ↳ Schede non valide (% su votanti) | 47                       | 19,11                    |
| ↳ Astenuti (% su iscritti)         | ↳ Astenuti (% su iscritti)         | ↳ Astenuti (% su iscritti)         | 79                       | 24,31                    |

L'onorevole Baudi di Vesme il 22 maggio 1848 optò pel II collegio di Iglesias. Il collegio fu riconvocato.
| Partito                            | Partito                            | Candidato                          | Primo turno 26 giugno 1848 | Primo turno 26 giugno 1848 | Ballottaggio 27 giugno 1848 | Ballottaggio 27 giugno 1848 |
| Partito                            | Partito                            | Candidato                          | Voti                       | %                          | Voti                        | %                           |
| ---------------------------------- | ---------------------------------- | ---------------------------------- | -------------------------- | -------------------------- | --------------------------- | --------------------------- |
|                                    | —                                  | Francesco Sulis                    | 64                         | 69,57                      | 54                          | 62,07                       |
|                                    | —                                  | Giovanni Antonio Tola              | 28                         | 30,43                      | 33                          | 37,93                       |
|                                    |                                    |                                    |                            |                            |                             |                             |
| Iscritti                           | Iscritti                           | Iscritti                           | 325                        | 100,00                     | 325                         | 100,00                      |
| ↳ Votanti (% su iscritti)          | ↳ Votanti (% su iscritti)          | ↳ Votanti (% su iscritti)          | 109                        | 33,54                      | 88                          | 27,08                       |
| ↳ Voti validi (% su votanti)       | ↳ Voti validi (% su votanti)       | ↳ Voti validi (% su votanti)       | 92                         | 84,40                      | 87                          | 98,86                       |
| ↳ Schede non valide (% su votanti) | ↳ Schede non valide (% su votanti) | ↳ Schede non valide (% su votanti) | 17                         | 15,60                      | 1                           | 1,14                        |
| ↳ Astenuti (% su iscritti)         | ↳ Astenuti (% su iscritti)         | ↳ Astenuti (% su iscritti)         | 216                        | 66,46                      | 237                         | 72,92                       |

### II legislatura
Le votazioni si svolsero in 222 collegi uninominali a doppio turno con la stessa normativa precedente (al primo turno un numero di voti maggiore di un terzo degli iscritti).
| Partito                            | Partito                            | Candidato                          | Primo turno 15 gennaio 1849 | Primo turno 15 gennaio 1849 | Ballottaggio 16 gennaio 1849 | Ballottaggio 16 gennaio 1849 |
| Partito                            | Partito                            | Candidato                          | Voti                        | %                           | Voti                         | %                            |
| ---------------------------------- | ---------------------------------- | ---------------------------------- | --------------------------- | --------------------------- | ---------------------------- | ---------------------------- |
|                                    | —                                  | Pasquale Tola                      | 61                          | 71,76                       | 61                           | 68,54                        |
|                                    | —                                  | Francesco Sulis                    | 24                          | 28,24                       | 28                           | 31,46                        |
|                                    |                                    |                                    |                             |                             |                              |                              |
| Iscritti                           | Iscritti                           | Iscritti                           | 325                         | 100,00                      | 325                          | 100,00                       |
| ↳ Votanti (% su iscritti)          | ↳ Votanti (% su iscritti)          | ↳ Votanti (% su iscritti)          | 101                         | 31,08                       | 89                           | 27,38                        |
| ↳ Voti validi (% su votanti)       | ↳ Voti validi (% su votanti)       | ↳ Voti validi (% su votanti)       | 85                          | 84,16                       | 89                           | 100,00                       |
| ↳ Schede non valide (% su votanti) | ↳ Schede non valide (% su votanti) | ↳ Schede non valide (% su votanti) | 16                          | 15,84                       | 0                            | 0,00                         |
| ↳ Astenuti (% su iscritti)         | ↳ Astenuti (% su iscritti)         | ↳ Astenuti (% su iscritti)         | 224                         | 68,92                       | 236                          | 72,62                        |

L'elezione fu annullata l'8 febbraio 1849 perché l’eletto non aveva ancora compiuto il triennio di inamovibilità nella magistratura, come prescritto dallo Statuto. Il collegio fu riconvocato.
| Partito                            | Partito                            | Candidato                          | Primo turno 20 marzo 1849 | Primo turno 20 marzo 1849 | Ballottaggio 21 marzo 1849 | Ballottaggio 21 marzo 1849 |
| Partito                            | Partito                            | Candidato                          | Voti                      | %                         | Voti                       | %                          |
| ---------------------------------- | ---------------------------------- | ---------------------------------- | ------------------------- | ------------------------- | -------------------------- | -------------------------- |
|                                    | —                                  | Francesco Sulis                    | 50                        | 55,56                     | 68                         | 56,20                      |
|                                    | —                                  | Salvatore Delitala                 | 40                        | 44,44                     | 53                         | 43,80                      |
|                                    |                                    |                                    |                           |                           |                            |                            |
| Iscritti                           | Iscritti                           | Iscritti                           | 325                       | 100,00                    | 325                        | 100,00                     |
| ↳ Votanti (% su iscritti)          | ↳ Votanti (% su iscritti)          | ↳ Votanti (% su iscritti)          | 112                       | 34,46                     | 124                        | 38,15                      |
| ↳ Voti validi (% su votanti)       | ↳ Voti validi (% su votanti)       | ↳ Voti validi (% su votanti)       | 90                        | 80,36                     | 121                        | 97,58                      |
| ↳ Schede non valide (% su votanti) | ↳ Schede non valide (% su votanti) | ↳ Schede non valide (% su votanti) | 22                        | 19,64                     | 3                          | 2,42                       |
| ↳ Astenuti (% su iscritti)         | ↳ Astenuti (% su iscritti)         | ↳ Astenuti (% su iscritti)         | 213                       | 65,54                     | 201                        | 61,85                      |

"L'elezione non fu convalidata pel sopravvenuto scioglimento della Camera".

### III legislatura
Le votazioni si svolsero in 204 collegi uninominali a doppio turno con la normativa del 1848 (al primo turno un numero di voti maggiore di un terzo degli iscritti).
| Partito                            | Partito                            | Candidato                          | Primo turno 22 luglio 1849 | Primo turno 22 luglio 1849 | Ballottaggio 22 luglio 1849 | Ballottaggio 22 luglio 1849 |
| Partito                            | Partito                            | Candidato                          | Voti                       | %                          | Voti                        | %                           |
| ---------------------------------- | ---------------------------------- | ---------------------------------- | -------------------------- | -------------------------- | --------------------------- | --------------------------- |
|                                    | —                                  | Francesco Sulis                    | 95                         | 84,07                      | 113                         | 81,88                       |
|                                    | —                                  | Salvatore Delitala                 | 18                         | 15,93                      | 25                          | 18,12                       |
|                                    |                                    |                                    |                            |                            |                             |                             |
| Iscritti                           | Iscritti                           | Iscritti                           | 387                        | 100,00                     | 387                         | 100,00                      |
| ↳ Votanti (% su iscritti)          | ↳ Votanti (% su iscritti)          | ↳ Votanti (% su iscritti)          | 152                        | 39,28                      | 142                         | 36,69                       |
| ↳ Voti validi (% su votanti)       | ↳ Voti validi (% su votanti)       | ↳ Voti validi (% su votanti)       | 113                        | 74,34                      | 138                         | 97,18                       |
| ↳ Schede non valide (% su votanti) | ↳ Schede non valide (% su votanti) | ↳ Schede non valide (% su votanti) | 39                         | 25,66                      | 4                           | 2,82                        |
| ↳ Astenuti (% su iscritti)         | ↳ Astenuti (% su iscritti)         | ↳ Astenuti (% su iscritti)         | 235                        | 60,72                      | 245                         | 63,31                       |

### IV legislatura
Le votazioni si svolsero in 204 collegi uninominali a doppio turno con la normativa del 1848 (al primo turno un numero di voti maggiore di un terzo degli iscritti).
| Partito                            | Partito                            | Candidato                          | Primo turno 13 dicembre 1849 | Primo turno 13 dicembre 1849 | Ballottaggio 14 dicembre 1849 | Ballottaggio 14 dicembre 1849 |
| Partito                            | Partito                            | Candidato                          | Voti                         | %                            | Voti                          | %                             |
| ---------------------------------- | ---------------------------------- | ---------------------------------- | ---------------------------- | ---------------------------- | ----------------------------- | ----------------------------- |
|                                    | —                                  | Diego Marongiu                     | 98                           | 59,04                        | 117                           | 56,25                         |
|                                    | —                                  | Francesco Sulis                    | 68                           | 40,96                        | 91                            | 43,75                         |
|                                    |                                    |                                    |                              |                              |                               |                               |
| Iscritti                           | Iscritti                           | Iscritti                           | 415                          | 100,00                       | 415                           | 100,00                        |
| ↳ Votanti (% su iscritti)          | ↳ Votanti (% su iscritti)          | ↳ Votanti (% su iscritti)          | 222                          | 53,49                        | 213                           | 51,33                         |
| ↳ Voti validi (% su votanti)       | ↳ Voti validi (% su votanti)       | ↳ Voti validi (% su votanti)       | 166                          | 74,77                        | 208                           | 97,65                         |
| ↳ Schede non valide (% su votanti) | ↳ Schede non valide (% su votanti) | ↳ Schede non valide (% su votanti) | 56                           | 25,23                        | 5                             | 2,35                          |
| ↳ Astenuti (% su iscritti)         | ↳ Astenuti (% su iscritti)         | ↳ Astenuti (% su iscritti)         | 193                          | 46,51                        | 202                           | 48,67                         |

"Con Regio Decreto 28 luglio 1850 il collegio fu riconvocato pel 15 agosto successivo in seguito ad aumento di stipendio conseguito dal prof. Marongiu". 
| Partito                            | Partito                            | Candidato                          | Primo turno 15 agosto 1850 | Primo turno 15 agosto 1850 | Ballottaggio 16 agosto 1850 | Ballottaggio 16 agosto 1850 |
| Partito                            | Partito                            | Candidato                          | Voti                       | %                          | Voti                        | %                           |
| ---------------------------------- | ---------------------------------- | ---------------------------------- | -------------------------- | -------------------------- | --------------------------- | --------------------------- |
|                                    | —                                  | Salvatore Delitala                 | 6                          | 42,86                      | 28                          | 52,83                       |
|                                    | —                                  | Francesco Ferrara                  | 8                          | 57,14                      | 25                          | 47,17                       |
|                                    |                                    |                                    |                            |                            |                             |                             |
| Iscritti                           | Iscritti                           | Iscritti                           | 415                        | 100,00                     | 415                         | 100,00                      |
| ↳ Votanti (% su iscritti)          | ↳ Votanti (% su iscritti)          | ↳ Votanti (% su iscritti)          | 25                         | 6,02                       | 54                          | 13,01                       |
| ↳ Voti validi (% su votanti)       | ↳ Voti validi (% su votanti)       | ↳ Voti validi (% su votanti)       | 14                         | 56,00                      | 53                          | 98,15                       |
| ↳ Schede non valide (% su votanti) | ↳ Schede non valide (% su votanti) | ↳ Schede non valide (% su votanti) | 11                         | 44,00                      | 1                           | 1,85                        |
| ↳ Astenuti (% su iscritti)         | ↳ Astenuti (% su iscritti)         | ↳ Astenuti (% su iscritti)         | 390                        | 93,98                      | 361                         | 86,99                       |

"A questa elezione prese parte solamente la 1ª sezione del collegio, non essendosi costituita la 2ª per mancanza di elettori presenti. Nella tornata del 6 novembre 1850 la Camera riconobbe che il collegio era stato convocato per errore poichè il prof. Marongiu che lo rappresentava, non aveva avuto alcun aumento di stipendio, e non era quindi decaduto dal mandate legislativo. La Camera dichiarò quindi non essersi reso vacante il III collegio di Sassari, e però le operazioni seguite il 15 agosto 1850 nulle di diritto. Il prof. Marongiu cessò poi il 12 febbraio 1852 per le offerte dimissioni". 
In seguito alle dimissioni dell’onorevole Marongiu il collegio fu riconvocato.

### V legislatura
Le votazioni si svolsero in 204 collegi uninominali a doppio turno con la normativa del 1848 (al primo turno un numero di voti maggiore di un terzo degli iscritti).
| Partito                            | Partito                            | Candidato                          | Primo turno 8 dicembre 1853 | Primo turno 8 dicembre 1853 | Ballottaggio 9 dicembre 1853 | Ballottaggio 9 dicembre 1853 |
| Partito                            | Partito                            | Candidato                          | Voti                        | %                           | Voti                         | %                            |
| ---------------------------------- | ---------------------------------- | ---------------------------------- | --------------------------- | --------------------------- | ---------------------------- | ---------------------------- |
|                                    | —                                  | Diego Marongiu                     | 83                          | 61,48                       | 84                           | 53,50                        |
|                                    | —                                  | Francesco Sulis                    | 52                          | 38,52                       | 73                           | 46,50                        |
|                                    |                                    |                                    |                             |                             |                              |                              |
| Iscritti                           | Iscritti                           | Iscritti                           | 422                         | 100,00                      | 422                          | 100,00                       |
| ↳ Votanti (% su iscritti)          | ↳ Votanti (% su iscritti)          | ↳ Votanti (% su iscritti)          | 141                         | 33,41                       | 159                          | 37,68                        |
| ↳ Voti validi (% su votanti)       | ↳ Voti validi (% su votanti)       | ↳ Voti validi (% su votanti)       | 135                         | 95,74                       | 157                          | 98,74                        |
| ↳ Schede non valide (% su votanti) | ↳ Schede non valide (% su votanti) | ↳ Schede non valide (% su votanti) | 6                           | 4,26                        | 2                            | 1,26                         |
| ↳ Astenuti (% su iscritti)         | ↳ Astenuti (% su iscritti)         | ↳ Astenuti (% su iscritti)         | 281                         | 66,59                       | 263                          | 62,32                        |

L'onorevole Marongiu si dimise il 4 dicembre 1854. Il collegio fu riconvocato.
| Partito                            | Partito                            | Candidato                          | Primo turno 31 dicembre 1854 | Primo turno 31 dicembre 1854 | Ballottaggio 1º gennaio 1855 | Ballottaggio 1º gennaio 1855 |
| Partito                            | Partito                            | Candidato                          | Voti                         | %                            | Voti                         | %                            |
| ---------------------------------- | ---------------------------------- | ---------------------------------- | ---------------------------- | ---------------------------- | ---------------------------- | ---------------------------- |
|                                    | —                                  | Carlo Domenico Mari                | 31                           | 64,58                        | 78                           | 56,93                        |
|                                    | —                                  | Antonio Cicu sr.                   | 17                           | 35,42                        | 59                           | 43,07                        |
|                                    |                                    |                                    |                              |                              |                              |                              |
| Iscritti                           | Iscritti                           | Iscritti                           | 426                          | 100,00                       | 426                          | 100,00                       |
| ↳ Votanti (% su iscritti)          | ↳ Votanti (% su iscritti)          | ↳ Votanti (% su iscritti)          | 79                           | 18,54                        | 143                          | 33,57                        |
| ↳ Voti validi (% su votanti)       | ↳ Voti validi (% su votanti)       | ↳ Voti validi (% su votanti)       | 48                           | 60,76                        | 137                          | 95,80                        |
| ↳ Schede non valide (% su votanti) | ↳ Schede non valide (% su votanti) | ↳ Schede non valide (% su votanti) | 31                           | 39,24                        | 6                            | 4,20                         |
| ↳ Astenuti (% su iscritti)         | ↳ Astenuti (% su iscritti)         | ↳ Astenuti (% su iscritti)         | 347                          | 81,46                        | 283                          | 66,43                        |